# Лондон-Гроув Тауншип (округ Честер, Пенсільванія)
Лондон-Гроув Тауншип (англ. London Grove Township) — селище (англ. township) в США, в окрузі Честер штату Пенсільванія. Населення — 8797 осіб (2020).

## Демографія
Згідно з переписом 2010 року, у селищі мешкало 7475 осіб у 2315 домогосподарствах у складі 1965 родин. Було 2404 помешкання
Расовий склад населення:
| - 84,6 % — білих - 3,8 % — чорних або афроамериканців - 1,8 % — азіатів - 0,1 % — вихідців з тихоокеанських островів - 0,1 % — корінних американців - 7,8 % — осіб інших рас |

До двох чи більше рас належало 1,8 %. Частка іспаномовних становила 17,6 % від усіх жителів.
За віковим діапазоном населення розподілялося таким чином: 30,6 % — особи молодші 18 років, 59,5 % — особи у віці 18—64 років, 9,9 % — особи у віці 65 років та старші. Медіана віку мешканця становила 36,4 року. На 100 осіб жіночої статі у селищі припадало 102,5 чоловіків;  на 100 жінок у віці від 18 років та старших — 100,4 чоловіків також старших 18 років.
Середній дохід на одне домашнє господарство  становив 103 757 доларів США (медіана — 82 967), а середній дохід на одну сім'ю — 114 549 доларів (медіана — 98 291). За межею бідності перебувало 1,2 % осіб, у тому числі 1,0 % дітей у віці до 18 років та 1,4 % осіб у віці 65 років та старших.
Цивільне працевлаштоване населення становило 3895 осіб. Основні галузі зайнятості: освіта, охорона здоров'я та соціальна допомога — 20,3 %, виробництво — 12,4 %, сільське господарство, лісництво, риболовля — 11,4 %, науковці, спеціалісти, менеджери — 10,8 %.